# 입체경

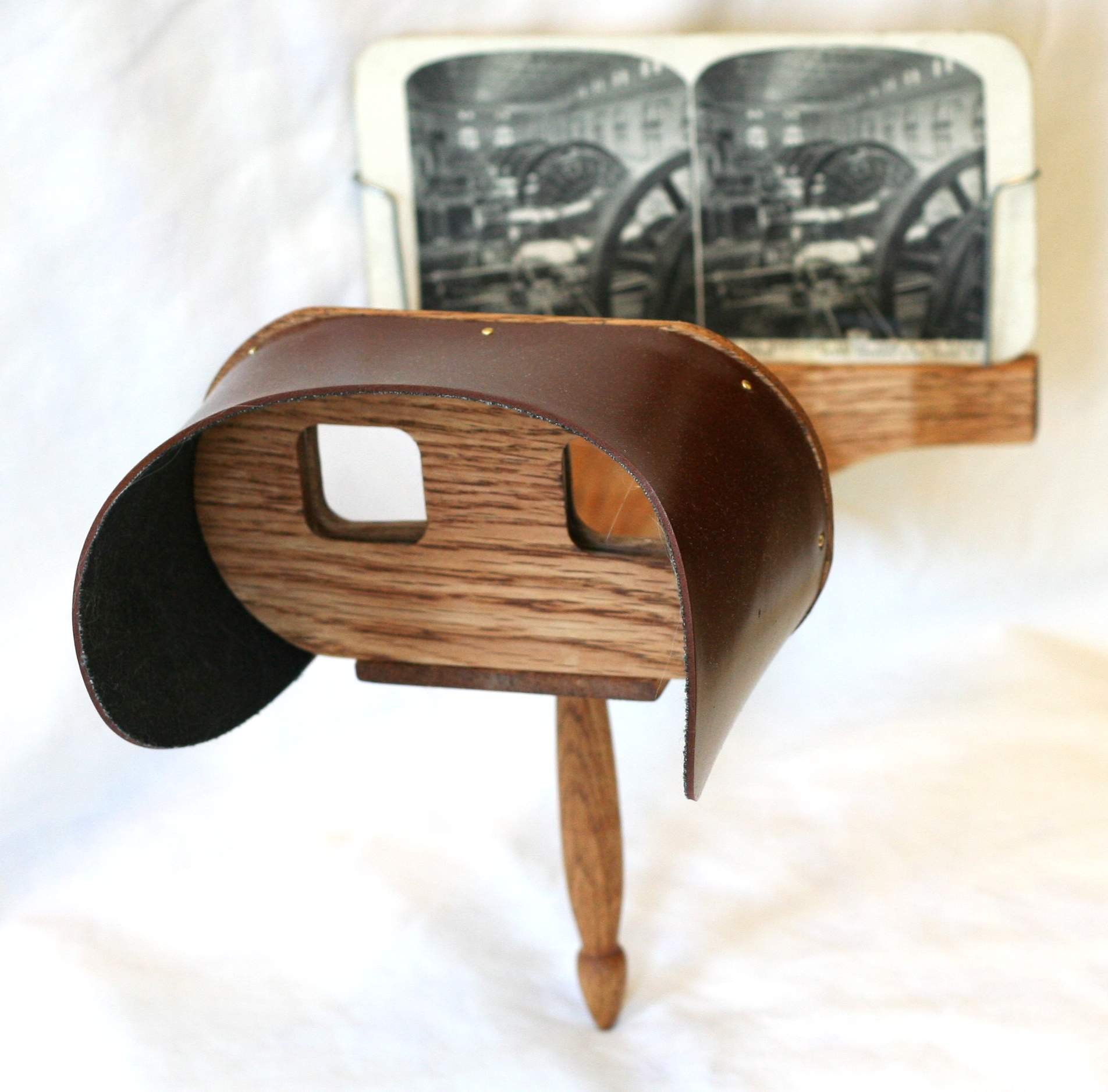
입체경

입체경(立體鏡)은 2장의 입체 사진을 이용하여 입체감 있는 시각상을 만드는 장치이다.

## 같이 보기
- 가상 현실 헤드셋